# Jiří Karmazín
Jiří Karmazín (* 24. prosince 1932 Dožice – 30. října 2021 Laciná) byl významný český malíř, žák Vlastimila Rady a Františka Jiroudka. Kromě Akademie výtvarných umění v Praze studoval v Itálii v ateliéru G. Saliettiho. Byl docentem a profesorem Akademie výtvarných umění v Praze.

## Život a dílo
Akademický malíř Jiří Karmazín se narodil 24. prosince 1932 v Dožicích u Blatné v jižních Čechách. V letech 1949–1953 studoval na Vyšší škole uměleckoprůmyslové v Praze. V roce 1957 začíná studovat malířství na Akademii výtvarných umění v Praze (prof. Vlastimil Rada) a končí v roce 1963.
Za svoji diplomovou práci dostává hlavní cenu AVU a po čestném roce odchází z Prahy do jižních Čech. Již v roce 1966 se na AVU vrací k tříletému aspirantskému studiu. V roce 1969 vystavuje na II. Pražském Salonu obraz s názvem „Obraz z roku 1968“. Ten je z výstavy tehdejší kulturní komisí odstraněn s odůvodněním, že „toto dílo je v rozporu s kulturní politikou státu“. Přes potíže, které malíři tímto nastaly, mu znalost italského jazyka pomohla k získání italského stipendia a roku 1970 odjíždí na Mezinárodní mozaikářskou školu do Raveny v Itálii, kde studuje u profesora Giuseppe Saliettiho.
Roku 1971 začíná jeho pedagogická činnost. Nastupuje na AVU jako asistent prof. Františka Jiroudka a později vedoucí prvního ročníku. Až v roce 1986 je umožněna habilitace a stává se docentem a vedoucím pedagogem krajinářské a figurální školy. Po ukončení pedagogické činnosti v roce 1991 se vrací z Prahy zpět do jižních Čech – do Laciné, kde má svůj ateliér.
Od roku 1994 se účastní Mezinárodního symposia malby kobaltem pod glazuru na porcelán v Dubí u Teplic. Od té doby se této práci věnuje a malovaný porcelán také několikrát s úspěchem vystavuje. Je autorem největší malby na porcelán ve střední Evropě, nazvané Italské capriccio (250×200 cm). Obraz je namalován technikou velmi obtížné barevné podglazurové dekorace a je sestaven z devadesáti šesti kachlí.
V celoživotní práci Jiřího Karmazína lze velmi snadno poznat velkou lásku a silný vztah k jižním Čechám a Itálii, kam se opakovaně vrací. Také Francie, hlavně Bretaň, kde delší čas žil, je pro jeho tvorbu vekou inspirací.
Malířovy obrazy jsou zastoupeny ve sbírkách NG v Praze, Galerie hl. města Prahy, Středočeské galerie v Praze, většiny českých a moravských galerií a ve sbírkách dalších institucí. Dále pak v zahraničí, např. ve Francii, v Itálii, SRN, Norsku, Dánsku, Rakousku, na Slovensku, v Mexiku, Austrálii, Nikaragui, Velké Británii atd. Bez povšimnutí také nemohou zůstat ani rozměrné mozaiky, které jsou realizovány v architektuře na několika místech v ČR.

## Studium
- 1949–1953  Vyšší škola uměleckého průmyslu, Praha ,
- 1957–1963  Akademie výtvarných umění v Praze (Vlastimil Rada)
- 1967–1970  Akademie výtvarných umění v Praze (František Jiroudek)

## Samostatné výstavy
- 1967 – Pont Aven v Bretani – obrazy
- 1968 – Praha – Nová síň – obrazy, kresby
- 1971 – Dům umělců v Praze – výstava k Pražskému jaru
- 1971 – Rudolfinum v Praze – výstava k Pražskému jaru
- 1972 – galerie Dílo v Ústí nad Labem – obrazy, kresby
- 1973 – Praha – Nová síň – obrazy, mozaiky, kresby
- 1975 – Památník města Blatné – obrazy
- 1975 – Hotel International v Praze
- 1979 – Praha – Nová síň – obrazy, kresby
- 1980 – Galerie umění v Olomouci – obrazy, kresby, keramické mozaiky
- 1980 – Praha – Nová síň – obrazy
- 1982 – Okresní muzeum Českého ráje v Turnově – obrazy
- 1982 – Okresní muzeum v Kutné hoře – Hrádek – obrazy
- 1982 – Praha – Galerie V.Špály – 98 obrazů
- 1985 – Výstavní síň výtvarného umění v Mostě – obrazy
- 1985 – Brno – Galerie Jaroslava Krále – obrazy
- 1987 – Praha – Galerie V. Špály – obrazy
- 1987 – Blatná – Městské muzeum – obrazy
- 1988 – Galerie Praha v Bratislavě – obrazy
- 1989 – České Budějovice – Galerie Karla Štecha – obrazy
- 1994 – Wien Kunsthandel – Sitzen bei (?)
- 1995 – Výstavní síň v zámku Blatná – obrazy, porcelán
- 1995 – Galerie Hotel International
- 1997 – Muzeum policie ČR – obrazy, porcelán
- 1997 – Praha – Galerie českého porcelánu – malba kobaltem
- 1997 – Praha – hotel Forum
- 1998 – Písek – Prácheňské muzeum - obrazy, porcelán
- 1998 – Galerie zámku Blatná – obrazy, malba na porcelán
- 1998 – Praha – Galerie českého porcelánu – malba kobaltem
- 1999 – Praha – Galerie českého porcelánu – malba kobaltem
- 1999 – Praha - Galerie Václavské náměstí – obrazy, porcelán
- 1999 – Praha – Muzeum policie ČR – obrazy, porcelán
- 2000 – Praha – Galerie českého porcelánu – porcelán
- 2001 – Praha – Měcholupy – Léčiva
- 2001 – Galerie zámku Blatná – obrazy
- 2001 – Praha – Galerie českého porcelánu – malovaný porcelán
- 2001 – Týn nad Vltavou - Galerie výtvarného umění
- 2001 – Mělník – Galerie výtvarného umění - obrazy
- 2002 – Praha – Galerie českého porcelánu – malovaný porcelán
- 2002 – Praha – Úřad pro jadernou bezpečnost – výstavní síň – obrazy
- 2002 – Praha – Advokátní kancelář Kříž a Bělina – obrazy
- 2003 – Praha – Galerie Oliva - Italské motivy Jiřího Karmazína
- 2004 – Karlovy Vary – výstavní sál hotelu Kolonáda
- 2005 – Praha – Galerie českého porcelánu – To nejlepší z malby kobaltem
- 2007 – Blatná – Městské muzeum – obrazy, porcelán host : MgA. Kristina Karmazínová
- 2009 – Blatná – Palác B. Reita – obrazy, porcelán
- 2012 – Blatná – Městské muzeum fotogalerie
- 2018 – Nepomuk – Obrazy a kresby
- 2023 – Nepomuk – Retrospektiva oficiální web

## Společné výstavy
- 1962 – Austrálie – Výstava vysokých výtvarných škol
- 1963 – Pardubice – Východočeská galerie – Nové tendence v tvorbě mladých výtvarníků
- 1964 – Rychnov nad Kněžnou
- 1966 – Brno – Výstava mladých
- 1967 – Mexiko – Academias de arte Cecoslovaquia
- 1967 – Praha – galerie Fronta – kresba mladých
- 1968 – Galeria d‘arte Le Muse – Arte grafica Cecoslovacca
- 1969 – II. Pražský Salon – obraz „Obraz z roku 1968“ – odstraněn Bilakem
- 1969 – Dánsko – Efterar: Udstillingen, 1967 – Charlotenborg
- 1969 – Itálie – Bologna – Artisti conteporanei di Praga Museo Civico
- 1970 – Muzeum středního Pootaví
- 1971 – Irsko – Dublin – Festival mladého umění
- 1975 – Belgie – Academie voor Schone Kunsten van Praag
- 1975 – 30 let osvobození – Jízdárna Pražského hradu a Mánes
- 1976 – Praha – Galerie D – Koně – obrazy
- 1978 – Praha – Umění vítězného lidu
- 1978 – Košice – IV. Mezinárodní bienále malby
- 1979 – Praha – Karolinum – výstava pedagogů Akademie výtvarných umění
- 1979 – Praha – Galerie u Řečických – výtvarní umělci dětem
- 1979 – Praha – Středočeská galerie – výstava pedagogů vysokých škol uměl. směrů
- 1980 – Praha – Galerie V.Špály – výtvarní umělci k osvobození
- 1980 – Bratislava – výstava pedagogov vysokých škol umel. smeru
- 1980 – Polsko – Zdobywców Wału Pomorskiego, Złotów
- 1980 – Brno – Dům u pánů z Kunštátu – současná česká kresba
- 1980 – Finsko – Helsinky – výstava Československého umění
- 1982 – Praha – galerie D – novoročenky
- 1983 – Praha – Galerie u Hybernů – Výtvarní umělci životu a míru
- 1984 – Liberec – Oblastní galerie – současná česká krajina
- 1984 – Praha – Národní muzeum – vysokoškolští pedagogové
- 1985 – Adamov u Brna – obrazy, plastiky
- 1985 – Praha – Bratislava -Pražský hrad – výtvarní umělci životu a míru
- 1985 – Praha – Jízdárna Pražského hradu – nové přírůstky NG
- 1985 – Praha – radnice – přírůstky Galerie města Prahy
- 1986 – Polsko – Poznaň – veletrh umění
- 1993 – Brazílie – Arte contemporanea Cecoslovacca
- 1993 – Blatná – muzeum
- 1998 – Vodňany
- 1998 – Praha – Kongresové centrum
- 1999 – Praha – galerie M
- 1999 – Veselí nad Lužnicí
- 2000 – Praha – Nová síň

## Realizace v architektuře
- 1967 – Mateřská škola v Ústí n. Labem – obrazy
- 1967 – Chemapol v Praze – obraz
- 1974 – Obchodní dům Kotva v Praze – obrazová výzdoba
- 1975 – Škola ve Zlíně – keramická figurální mozaika
- 1979 – Litoměřický areál Zahrada Čech – keramická mozaika
- 1979 – Československý rozhlas – obrazová výzdoba
- 1979 – Milín – obrazová výzdoba
- 1983 – Národní divadlo v Praze – monumentální obraz „Svět divadla“
- 1983 – hotel Panorama v Paze – cyklus obrazů
- 1985 – pražské sídliště Dědina – obraz
- 1990 – Rožnov pod Radhoštěm – obraz
- 1991 – Krkonoše – Lánov – obraz
- 1991 – Kerimpex Vídeň – obrazová výzdoba ředitelství
- 1991 – penzion v Mostě – obrazová výzdoba
- 1992 – budova policie ČR – obraz
- 1994 – Škoda Export Praha – soubor obrazů
- 2000 – Praha – Galerie českého porcelánu – Dům porcelánu - monumentální malba na porcelán